# Халкевлері
39°55′00″ пн. ш. 32°51′00″ сх. д. / 39.91666667° пн. ш. 32.85° сх. д.
Халкевлері (тур. Halkevleri; в однині ― Halkevi; буквальний переклад ― «народний дім») ― назва просвітницького проєкту з захисту цивільних прав турецької громади.

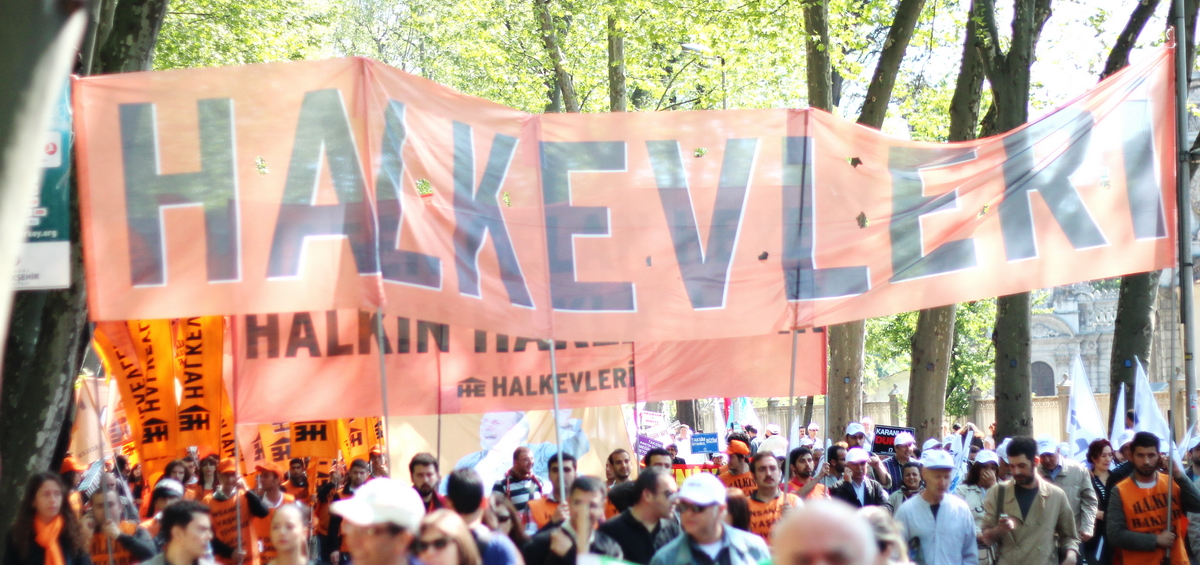
Халкевлері в травні 2012

## Передісторія
Турецьку Республіку проголошено 1923 року після серії руйнівних воєн, які струшували Османську імперію. Загинуло безліч людей, зокрема й представників інтелігенції. Крім того, втрачено найприбутковіші сільськогосподарські землі, країна виявилася економічно неспроможною. Після проголошення республіки вжито заходи з підвищення рівня грамотності та поліпшення економіки. Однак велика депресія стала ще одним ударом по новій республіці. Другою проблемою стала реакція консерваторів на реформи, особливо на секуляристські практики.

## Масштаб проєкту
Халкевлері — просвітницький проєкт. Первісною його аудиторією були жителі міст, чию підтримку реформам прагнув здобути Кемаль Ататюрк, засновник сучасної Туреччини.
17 лютого 1932 року халкевлері відкрито в 17 містах (Адана, Анкара, Болу, Бурса, Чанаккале, Денізлі, Діярбакир, Ескішехір, Стамбул, Ізмір, Конья, Малатья і Самсун), але вже незабаром їх число зросло до 478. До 1940 року вони з'явилися і в селах. До 1950 року їх загальна кількість перевищила 4000.

## Діяльність
Метою проєкту була просвіта людей і зменшення впливу консервативних кіл. Халкевлері пропонували безкоштовні курси на теми літератури, драми, музики, образотворчого мистецтва, усної та писемної мови, а також рукоділля та пошиття одягу. При халкевлері побудовано 761 бібліотеку і читальний зал.

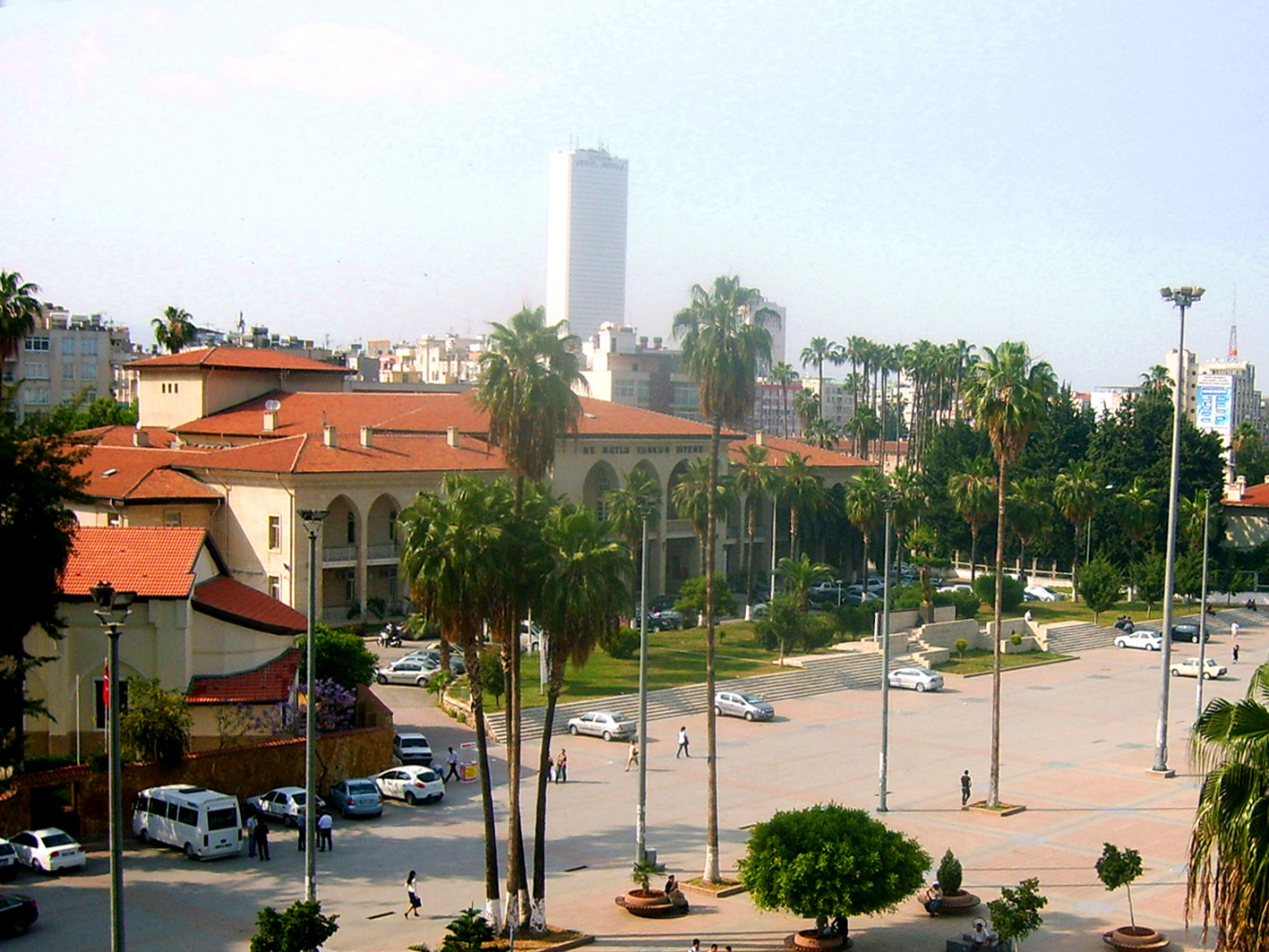
Будівля Мерсін Халкеві, нині тут розташовується культурний центр і оперний театр

## Перший етап (1932—1951)
Халкевлері діяли як державні організації від 1932 до 1951 року. У багатопартійний період (після 1945 року) халкевлері зазнавали жорсткої критики, як осередки поширення пропаганди керівної республіканської народної партії. Опозиційна демократична партія перемогла на виборах 1950 року. 8 серпня 1951 року халкевлері закрито.

## Другий етап (1963—1980)
1963 року халкевлері знову відкрито, але вже не урядом, а цивільною спільнотою. Вони були вже повністю незалежні від уряду і діяли як парасолькова організація сильних лівих рухів. Таке положення зберігалося до державного перевороту 1980 року, після чого їх знову закрили.

## Третій етап (від 1987)

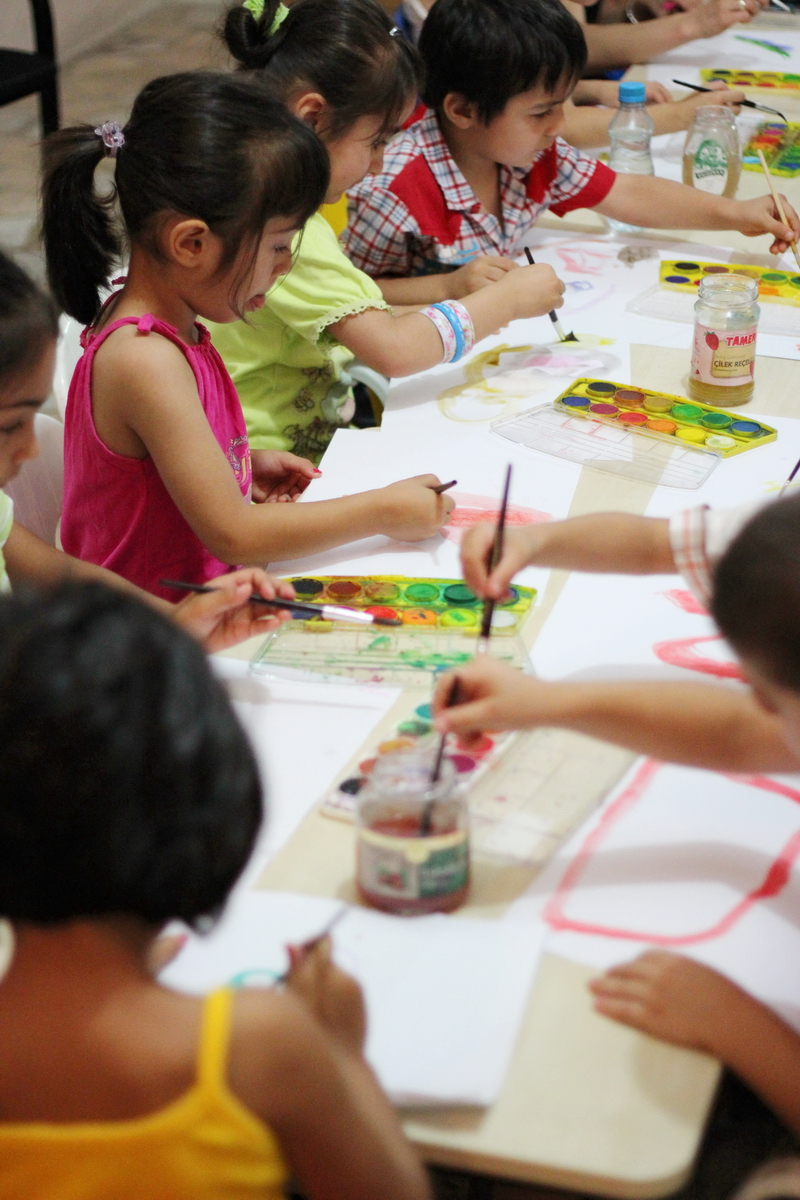
Влітку діти отримують безкоштовні уроки від учителів-волонтерів у халкевлері.

1987 року за почином громадянського суспільства халкевлері знову відкрито. Халкевлері діє як парасолькова організація боротьби за цивільні права, зокрема за «право на безкоштовну освіту», «право на безкоштовне лікування», «право на житло» тощо. Нині лідером об'єднання халкевлері є адвокатка Оя Ерсой, відома своєю участю в судових процесах, які зачіпають права людини.